# Nielle (rivière)
La Nielle est une rivière française qui coule dans la région Occitanie dans le département de l'Aude, affluent droit de l'Orbieu.

## Géographie
La Nielle prend sa source à 265 m d'altitude sur la commune de Jonquières et se jette dans l'Orbieu à Fabrezan à une altitude de 55 m. La rivière traverse ainsi les communes de Jonquières, Talairan, Saint-Laurent-de-la-Cabrerisse et Fabrezan.